# جامع الشيخ عباس الكبير
جامع الشيخ عباس الكبير هو أحد مساجد العراق القديمة في محافظة ذي قار، ولقد بناهُ الشيخ عباس الخويبراوي في مدينة الناصرية عام 1932م، ويقع المسجد في قلب الناصرية في منطقة سوق الصفارين في شارع الجمهورية وتم تجديد بناؤهُ عام 1962م، بمادة الطابوق والأسمنت وتوسيع الحرم الذي بلغ مساحته 300م2 وأضافة مكتبة، كما يشتهر المسجد بقيام محاضرات دينية وندوات ثقافية ومجالس العزاء وتقام فيه صلاة الجمعة والجماعة.